# Дедик, Александр Александрович
Алекса́ндр Алекса́ндрович Де́дик (род. 19 января 1945) — советский и российский оперный певец (драматический тенор). Народный артист РСФСР (1983).

## Биография
Родился 19 января 1945 года. В 1970 году окончил Новосибирскую консерваторию, обучался у таких педагогов, как профессор О. Н. Благовидова (в Одесской консерватории), профессор  В. П. Арканов, И. В. Попитченко, профессор М. А. Зюванов.
Был солистом Новосибирского (1969—1971), Челябинского (1971—1974) и Минского (1974—1979) оперных театров, с 1979 года — солист ЛАТОБ имени С. М. Кирова.
С 1997 года по настоящее время даёт сольные концерты, концерты «маэстро и ученики» и мастер-классы в Санкт-Петербурге, городах России, Эстонии, странах Европы и Азии.
Член жюри Международных конкурсов вокалистов им. Клаудии Таэв (Эстония, Таллин), Международного конкурса вокалистов Бибигуль Тулегеновой, Всероссийского конкурса вокалистов им. Валерии Барсовой.
Преподаватель Санкт-Петербургского музыкального колледжа имени Н. А. Римского-Корсакова. Ранее преподавал в Санкт-Петербургской государственной консерватории имени Н. А. Римского-Корсакова, был заведующим кафедрой в РГПУ имени А. И. Герцена.
Сын А. А. Дедика, Евгений Александрович Дедик, оперный певец (тенор); дочь, Анастасия Александровна Дедик, пианистка (живёт и работает в США).

## Награды и премии
- Лауреат Всесоюзного конкурса вокалистов имени М. И. Глинки (2-я премия, 1971)
- Лауреат Международного конкурса имени П. И. Чайковского (4-я премия, 1974)

## Звания
- народный артист РСФСР (1983) [1]
- народный артист Белорусской ССР (1979)
- заслуженный артист Белорусской ССР (1977) [1]
- заслуженный деятель культуры Польши
- профессор

## Репертуар
- Р. Леонкавалло «Паяцы» — Канио
- Дж. Верди «Риголетто» — Герцог Мантуанский
- Дж. Верди «Набукко» — Измаил
- Дж. Верди «Отелло» — Отелло
- Дж. Верди «Аида» — Радамес
- Дж. Верди «Трубадур» — Манрико
- Дж. Верди «Сила судьбы» — Дон Альваро
- Дж. Верди «Дон Карлос» — Дон Карлос
- Дж. Верди «Травиата» — Альфред Жермон
- Дж. Пуччини«Мадам Баттерфляй» — Пинкертон
- Дж. Пуччини «Манон Леско» — Кавалер Де Грие
- Дж. Пуччини «Турандот» — Калаф
- П. Масканьи «Сельская честь» — Турриду
- Ж. Массне «Вертер» — Вертер
- Ж. Бизе «Кармен» — Дон Хозе
- Ж. Оффенбах «Сказки Гофмана» — Гофман, Натаниэль
- Ж. Оффенбах «Перикола» — Пикильо
- Р. Штраус «Соломея» — Ирод
- Р. Вагнер «Лоэнгрин» — Лоэнгрин
- П. И. Чайковский «Пиковая дама» — Герман
- П. И. Чайковский «Иоланта» — Водемон
- П. И. Чайковский «Евгений Онегин» — Владимир Ленский
- М. И. Глинка «Иван Сусанин» — Богдан Собинин
- Н. А. Римский-Корсаков «Псковитянка» — Михайло Туча
- М. П. Мусоргский «Борис Годунов» — князь Василий Шуйский, Самозванец
- М. П. Мусоргский «Хованщина» — Голицын
- А. П. Бородин «Князь Игорь» — Овлур
- С. С. Прокофьев «Игрок» — Маркиз
- С. С. Прокофьев «Любовь к трем апельсинам» — Труффальдино
- С. С. Прокофьев «Война и мир» — Пьер Безухов
- С. С. Прокофьев «Огненный ангел» — Агриппа
- С. С. Прокофьев «Дуэнья» — Дон Жером
- С. Монюшко «Галька» — Йонтек
- Р. К. Щедрин «Мертвые души» — Ноздрев
- А. П. Петров «Маяковский начинается» — Раскольников
- А. П. Петров «Петр Первый» — Меншиков
- Б. А. Мокроусов «Чапаев» — Санька-матрос
- Д. Б. Смольский «Седая легенда» — Роман
- С. Кортес «Джордано Бруно» — Джордано
- Ю. А. Шапорин «Декабристы» — Каховский
- И. Штраус «Цыганский барон» — Паоло
- И. О. Дунаевский «Вольный ветер» — Фома

## Концертная деятельность
За время своей творческой деятельности А. А. Дедик выступал в таких театрах, как Метрополитен-опера (США, «Борис Годунов»), Театр «Лисео» (1981, Барселона, Испания), Гамбургская Опера (Германия, 1992 год, «Война и мир» С. С. Прокофьева), Государственная Опера (Прага), Большой Театр Варшавы (Польша), Национальная лионская опера (Лион, Франция).
Объездил с гастролями США, Италию, Израиль, Германию, всю Скандинавию, Англию, Бразилию, Китай, Японию, Испанию, Францию, Нидерланды, Польшу, Чехословакию, Болгарию.

## Совместные выступления
Пел с такими певцами, как Ирина Архипова, Галина Ковалева, Светлана Данилюк, Елена Образцова, Дан Иордакеско, Зинаида Пали, Вирджиния Зеани, Юрий Мазурок, Владислав Пьявко, Евгений Нестеренко, Ирина Богачева, Борис Штоколов, Любовь Казарновская, Франко Сиоли, Юрий Гуляев, Зиновий Бабий, Игорь Сорокин, Нинель Ткаченко, Елена Прокина.